# Valois Margit francia királyné
Valois Margit (franciául Marguerite de France vagy Marguerite de Valois (Saint-Germain-en-Laye, 1553. május 14. – Párizs, 1615. március 27.), a Valois-ház angoulême-i ágából származó francia királyi hercegnő, a Valois-dinasztia utolsó sarja, szülei hatodik gyermeke és harmadik leánya, 1589–1599-ig IV. Henrik első feleségeként Franciaország és Navarra királynéja. A 19. századi romantikus irodalom nyomán Margó királyné néven is ismert lett (La Reine Margot).

## Élete
Apja II. Henrik francia király, anyja Medici Katalin, bátyjai a későbbi francia királyok, II. Ferenc, IX. Károly és III. Henrik voltak. Nővére, Erzsébet hercegnő 1559-ben II. Fülöp spanyol király felesége lett, miután az uralkodó másodjára is megözvegyült. (Fülöp első felesége Portugáliai Mária Manuéla, második felesége pedig I. (Tudor) Mária angol királynő volt.)
Bátyjai:
- Ferenc, a későbbi II. Ferenc király, Stuart Mária skót királynő első férje (1544. január 19. – 1560. december 5.), gyermekük nem született.
- Lajos (1549. február 3. – 1550. október 24.)
- Károly, a későbbi IX. Károly király (1550. június 27. – 1574. május 30.), hitvese Ausztriai Erzsébet, egy leányuk született, Mária Erzsébet, ám ő négyéves korában meghalt.
- Henrik (született Sándor Eduárd néven), a későbbi III. Henrik király (1551. szeptember 19. – 1589. augusztus 2.), felesége Lotaringiai Lujza, de örököse nem született, így vele halt ki férfiágon a Valois-ház.

Nővérei:
- Erzsébet (1545. április 2. – 1568. október 3.), Izabella néven II. Fülöp spanyol király harmadik felesége, akinek az asszony két leánygyermeket (Izabella Klára Eugénia és Katalin Mihaéla) szült
- Klaudia (1547. november 12. – 1575. február 21.), III. Károly lotaringiai herceg hitvese, akinek kilenc gyermeket (Henrik, Krisztina, Károly, Antónia, Anna, Ferenc, Katalin, Erzsébet, Klaudia) szült

Öccse:
- Herkules (1555. március 18. – 1584. június 19.), ismertebb nevén Ferenc, Alençon hercege, örökösei nem születtek.

Húgai:
- Viktória (1556. június 24. – 1556. augusztus 17.)
- Johanna (1556. június 24.), halva született, Viktória ikerhúga volt

1572. augusztus 17-én Párizsban férjhez adták a Bourbon-házból származó, protestáns vallású Henrik navarrai királyhoz (a későbbi IV. Henrik francia király). Menyegzőjüket használta fel anyja, a vakbuzgó katolikus Medici Katalin és a Guise hercegek pártja a hugenották tömeges lemészárlására (Szent Bertalan-éj). (Margitnak állítólag több szeretője is volt, mind házasságuk alatt, mind pedig annak felbontása után. Közülük a legismertebbek: Joseph Boniface de La Môle, Jacques de Harlay és Louis de Bussy d'Amboise)
Medici Katalin és II. Henrik mindhárom fia utód nélkül halt el, 1589-ben Margit hercegnő férje, a katolikus vallásra áttért Navarrai Henrik lett Franciaország királya, IV. Henrik néven.
Mivel Margit királyné nem szült trónörököst férjének, VIII. Kelemen pápa 1599-ben jóváhagyta Henrikkel kötött házasságának felbontását. Emlékirataiban leírta Franciaország politikai helyzetét és az udvari életet.[forrás?]
Margit utódja a királynéi székben 1600 októberében Medici Mária lett, aki hat gyermeket szült a királynak.
Az asszony volt férje, IV. Henrik király 1610 májusában merénylet áldozata lett, Margit hercegnő pedig 1615. március 27-én, 61 éves korában távozott az élők sorából. Többé nem ment férjhez, s gyermekei sem születtek. A Saint-Denis-székesegyházban helyezték őt végső nyugalomra.

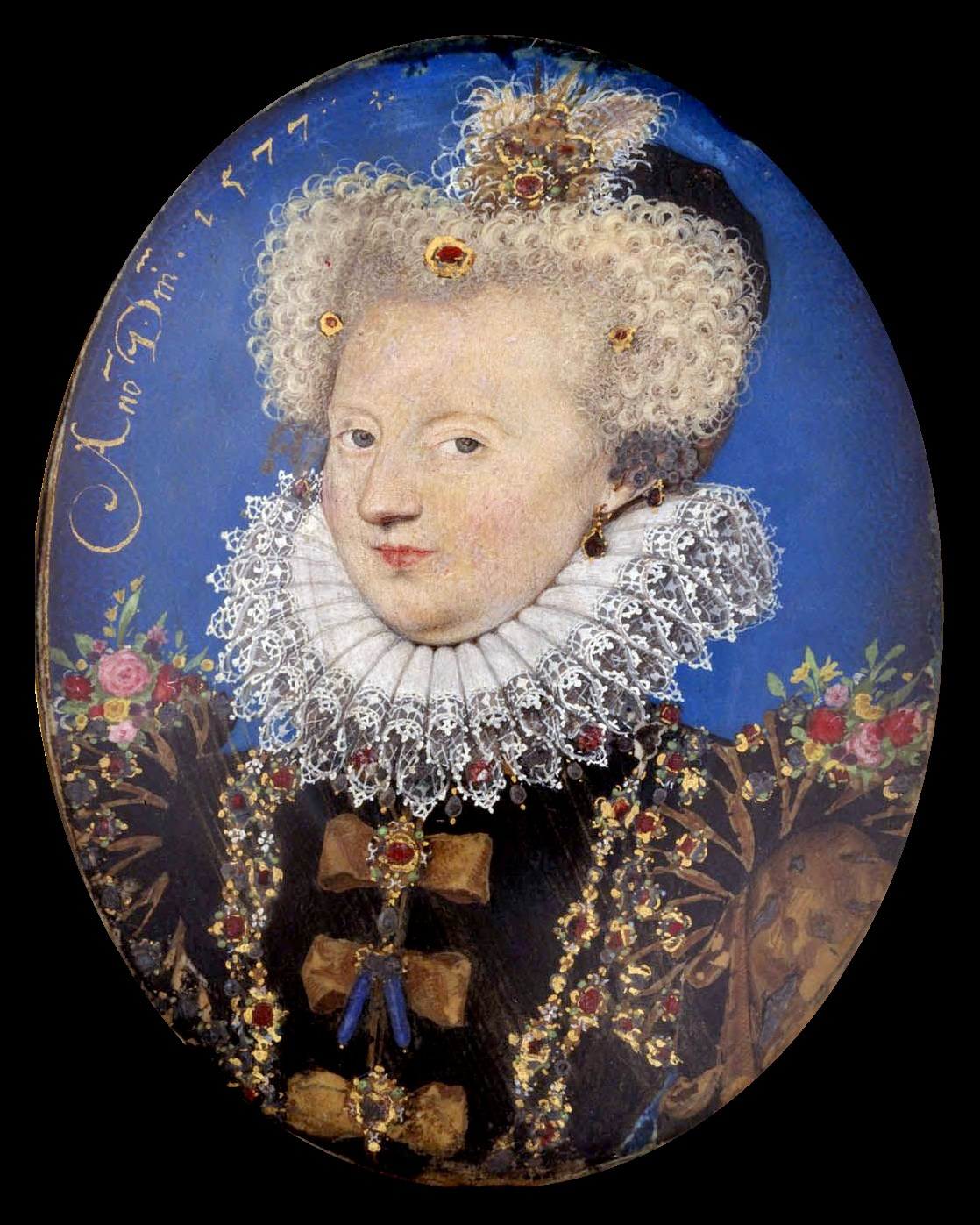
Valois Margit francia királyi hercegnő, 1577. körül

## Alakja zeneirodalomban, szépirodalomban, játékfilmen
- Id. Alexandre Dumas: Margot királyné (La Reine Margot) c. regénye először 1845-ben jelent meg Franciaországban. Magyar nyelven 1925-ben jelent meg, Csillay Kálmán fordításában.
- Valois Margit Giacomo Meyerbeer A hugenották (Les Huguenots) c. operájának egyik főszereplője. Az operát 1836-ban mutatták be Párizsban, Magyarországon először német nyelven játszották 1839-ben, majd magyar nyelven a Nemzeti Színházban 1852-ben.
- Margó királyné (La Reine Margot), francia film Dumas azonos című regényéből, 1994. Rendezte Patrice Chéreau, főszereplők: Isabelle Adjani (Valois Margit), Daniel Auteuil (Navarrai Henrik) és Virna Lisi (Medici Katalin) .
- Heinrich Mann: IV.Henrik c. regénye Magyarországon 1963-ban jelent meg az Európa Könyvkiadónál, németül 1952-ben az Aufbau Verlag, Berlin kiadásában. A regény egyik fő alakja a címszereplő mellett, Valois Margit.
- Dániel Anna Margot királyné gobelinjei címmel írt regényt, amelyben négy XIV. századi, Magyarországra került, majd elveszett gobelin utáni nyomozásról szól.